# Parnoy-en-Bassigny
Parnoy-en-Bassigny és un municipi francès situat al departament de l'Alt Marne i a la regió del Gran Est. L'any 2007 tenia 308 habitants.

## Demografia

### Població
El 2007 la població de fet de Parnoy-en-Bassigny era de 308 persones. Hi havia 122 famílies de les quals 34 eren unipersonals (21 homes vivint sols i 13 dones vivint soles), 38 parelles sense fills, 42 parelles amb fills i 8 famílies monoparentals amb fills.
La població ha evolucionat segons el següent gràfic:
Habitants censats

### Habitatges
El 2007 hi havia 188 habitatges, 128 eren l'habitatge principal de la família, 29 eren segones residències i 31 estaven desocupats. 186 eren cases i 2 eren apartaments. Dels 128 habitatges principals, 116 estaven ocupats pels seus propietaris, 6 estaven llogats i ocupats pels llogaters i 5 estaven cedits a títol gratuït; 4 tenien una cambra, 9 en tenien dues, 19 en tenien tres, 31 en tenien quatre i 64 en tenien cinc o més. 113 habitatges disposaven pel capbaix d'una plaça de pàrquing. A 64 habitatges hi havia un automòbil i a 44 n'hi havia dos o més.

### Piràmide de població
La piràmide de població per edats i sexe el 2009 era:
| Homes | Edats   | Dones |
| ----- | ------- | ----- |
| 0     | 95 o +  | 4     |
| 0     | 90 a 94 | 0     |
| 8     | 85 a 89 | 8     |
| 8     | 80 a 84 | 0     |
| 4     | 75 a 79 | 8     |
| 12    | 70 a 74 | 16    |
| 8     | 65 a 69 | 8     |
| 12    | 60 a 64 | 8     |
| 4     | 55 a 59 | 0     |
| 16    | 50 a 54 | 12    |
| 12    | 45 a 49 | 12    |
| 4     | 40 a 44 | 8     |
| 0     | 35 a 39 | 4     |
| 20    | 30 a 34 | 4     |
| 12    | 25 a 29 | 20    |
| 0     | 20 a 24 | 0     |
| 4     | 15 a 19 | 4     |
| 4     | 10 a 14 | 4     |
| 12    | 5 a 9   | 16    |
| 12    | 0 a 4   | 12    |

## Economia
El 2007 la població en edat de treballar era de 172 persones, 115 eren actives i 57 eren inactives. De les 115 persones actives 103 estaven ocupades (65 homes i 38 dones) i 12 estaven aturades (3 homes i 9 dones). De les 57 persones inactives 23 estaven jubilades, 16 estaven estudiant i 18 estaven classificades com a «altres inactius».

### Ingressos
El 2009 a Parnoy-en-Bassigny hi havia 123 unitats fiscals que integraven 300 persones, la mediana anual d'ingressos fiscals per persona era de 15.043 €.

### Activitats econòmiques
Dels 8 establiments que hi havia el 2007, 1 era d'una empresa de fabricació d'altres productes industrials, 4 d'empreses de construcció, 2 d'empreses de comerç i reparació d'automòbils i 1 d'una empresa d'hostatgeria i restauració.
Dels 6 establiments de servei als particulars que hi havia el 2009, 1 era un taller de reparació d'automòbils i de material agrícola, 1 paleta, 2 fusteries, 1 lampisteria i 1 restaurant.
L'únic establiment comercial que hi havia el 2009 era una botiga de menys de 120 m².
L'any 2000 a Parnoy-en-Bassigny hi havia 17 explotacions agrícoles que ocupaven un total de 2.132 hectàrees.

## Equipaments sanitaris i escolars
El 2009 hi havia 2 escoles elementals integrades dins de grups escolars amb les comunes properes formant escoles disperses.

## Poblacions més properes
El següent diagrama mostra les poblacions més properes.